# Philander andersoni
El filandro negro o filandro de Anderson (Philander andersoni) es una especie de marsupial didelfimorfo de la familia Didelphidae propia del sur de Venezuela, este y sur de Colombia, este de Ecuador, noroeste del Brasil y estribaciones de los Andes del Perú.